# Cherry Valley (Califòrnia)
Cherry Valley és una concentració de població designada pel cens dels Estats Units a l'estat de Califòrnia. Segons el cens del 2000 tenia 5.891 habitants.

## Demografia
Segons el cens del 2000, Cherry Valley tenia 5.891 habitants, 2.434 habitatges, i 1.740 famílies. La densitat de població era de 276 habitants per km².
Dels 2.434 habitatges en un 20,1% hi vivien nens de menys de 18 anys, en un 61,8% hi vivien parelles casades, en un 6,5% dones solteres, i en un 28,5% no eren unitats familiars. En el 24,5% dels habitatges hi vivien persones soles el 15,7% de les quals corresponia a persones de 65 anys o més que vivien soles. El nombre mitjà de persones vivint en cada habitatge era de 2,39 i el nombre mitjà de persones que vivien en cada família era de 2,8.
Per edats la població es repartia de la següent manera: un 18,8% tenia menys de 18 anys, un 5,7% entre 18 i 24, un 18,9% entre 25 i 44, un 26,8% de 45 a 60 i un 29,8% 65 anys o més.
L'edat mediana era de 50 anys. Per cada 100 dones de 18 o més anys hi havia 90,5 homes.
La renda mediana per habitatge era de 39.199 $ i la renda mediana per família de 45.777 $. Els homes tenien una renda mediana de 37.281 $ mentre que les dones 29.561 $. La renda per capita de la població era de 21.669 $. Entorn del 3,3% de les famílies i el 5,8% de la població estaven per davall del llindar de pobresa.

## Poblacions més properes
El següent diagrama mostra les poblacions més properes.